# Cosoba
Cosoba es una comuna ubicada en el distrito de Giurgiu, Rumania.

## Superficie
Cuenta con una superficie de 14,38 kilómetros cuadrados.

## Demografía
Hasta 2021 la población era de 2767 habitantes, con una densidad de población de 192,4 habitantes por kilómetro cuadrado.